# Myrsine rubra
Myrsine rubra är en viveväxtart som beskrevs av M.F.Freitas och Kin.-gouv. Myrsine rubra ingår i släktet Myrsine och familjen viveväxter. Inga underarter finns listade i Catalogue of Life.